# ويلهلم هاس
ويلهلم هاس (بالألمانية: Wilhelm Haas)‏ هو دبلوماسي ومحامي ألماني، ولد في 4 سبتمبر 1896 في بريمن في ألمانيا، وتوفي بنفس المكان في 11 يناير 1981.

## وصلات خارجية
- ويلهلم هاس على موقع مونزينجر (الألمانية)